# 아키타 히데요시
아키타 히데요시(일본어: 秋田 英義, 1974년 7월 23일 ~ )는 일본의 전 축구 선수이다.

## 구단 경력
과거 나고야 그램퍼스 에이트, FC 가리야, 가이나레 돗토리, FC 기후에서 활동하였다.